# Arkebek
Arkebek là một đô thị thuộc huyện Dithmarschen, trong bang Schleswig-Holstein, nước Đức. Đô thị Arkebek có diện tích 6,92 km², dân số thời điểm 31 tháng 12 năm 2006 là 246 người.